# Nahari (Kōchi)
Nahari (奈半利町 Nahari-chō?) es un pueblo localizado en la prefectura de Kōchi, Japón. En junio de 2019 tenía una población estimada de 3.096 habitantes y una densidad de población de 109 personas por km². Su área total es de 28,36 km².

## Geografía

### Localidades circundantes
- Prefectura de Kōchi
  - Kitagawa
  - Muroto
  - Tano

## Demografía
Según los datos del censo japonés, esta es la población de Nahari en los últimos años.
| 1995  | 2000  | 2005  | 2010  | 2015  |
| ----- | ----- | ----- | ----- | ----- |
| 4.291 | 4.027 | 3.727 | 3.542 | 3.326 |